# تپه نظرگاه
تپه نظر گاه در شهرستان بوئین‌زهرا، روستای شهیدآباد واقع شده و این اثر در تاریخ ۲۴ فروردین ۱۳۸۲ با شمارهٔ ثبت ۸۱۸۶ به‌عنوان یکی از آثار ملی ایران به ثبت رسیده است.